# ギュスターヴ・エッフェル

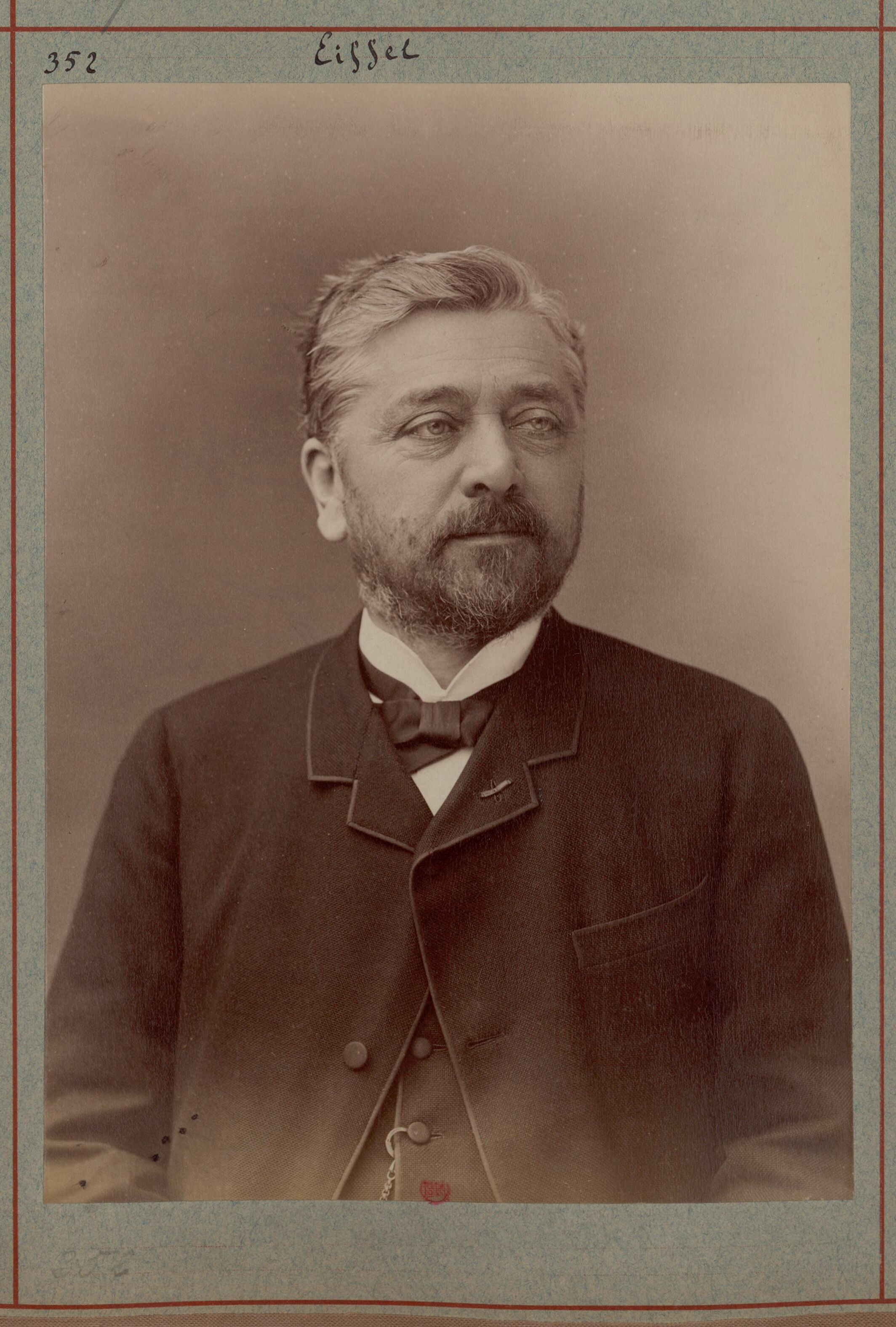
ギュスターヴ・エッフェル

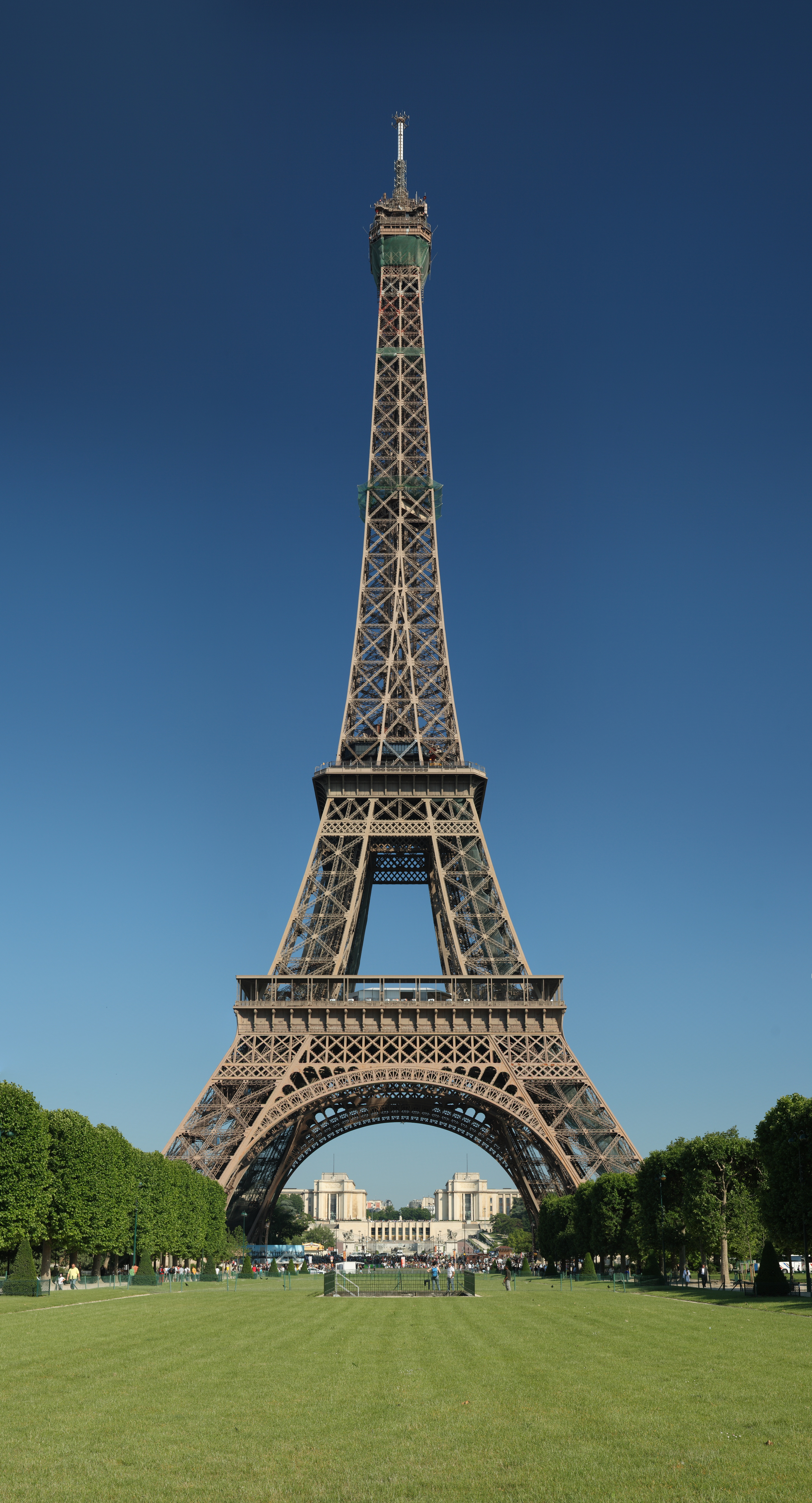
エッフェル塔（パリ）

アレクサンドル・ギュスターヴ・エッフェル（Alexandre Gustave Eiffel, 1832年12月15日 - 1923年12月27日）は、フランスの技師、構造家、建設業者。一般にはエッフェル塔を設計した人物として知られる。エッフェルはコンテストへのプラン提出責任者、その建設を受託したエッフェル社の代表であった。気象学と航空力学の研究発展に寄与したことでも知られる。

## 経歴
1832年12月15日一家の長男として、フランスのディジョンに生まれる。家系はアルザスから移住したドイツ系アルザス人。幼少期に目の不自由な祖母と暮した時期があった。10歳の時、教会と風車がある箱庭を一人で造り、その見事さに人々は驚いたと伝わる。
ディジョン王立中等学校を優秀な成績で修了後、1850年パリに出てエコール・ポリテクニークを目指し勉強に励んだが、受験に失敗。パリ大学に付属したコレージュ・サント＝バルブ (Collège Sainte-Barbe) に学ぶ。1852年にエコール・ポリテクニークの受験に失敗したため、第2希望であったエコール・デ・サントラル（中央工芸学校）化学科に入学。一年間の学業を終えて、中央工芸学校からの技師免状を取得する。
専攻が化学なのは、化学工業で成功を収めていた伯父による影響であり、伯父は将来は甥のギュスターヴに事業を譲ることを考えていたという。しかし彼は卒業制作として化学工場建設をテーマとし、化学製品そのものでなかったことなどが彼の将来を暗示していることとして知られている。実際は父と伯父とが疎遠となったため、卒業後一時は義理の弟が経営する鉄鋼所に勤めた後、自らの今後を考えたすえ鉄道関係の仕事をすることになる。当時フランス全土に鉄道網建設の計画が進んでおり、鉄道に興味を覚えたとされている。
1856年、鉄道資材建造業シャルル・ネブザーと出会い、土木技術を修得する。ネブザーには目をかけられ、当時有名な科学者に次々と引き合わせてもらったという。その後、西部鉄道会社に数ヶ月出向勤務ののちネブザーの会社に復帰する。復帰してまもなく会社はベルギーのポーエル鉄道設備会社に合併し移籍する。
1858年〜1860年、7スパンの含む延長500mの大鉄橋ボーデラックスの橋梁工事でその工事のすべてを担当。圧送空気を用いた杭打機を使用して建設技術者として貴重な経験を得る。この工事の功績により、ポーエル社より個人名での商談を許されるようになる。
1862年マリー・ゴドレと結婚、5人の子をもうけた。1864年外部に個人商談用の技術コンサルタント事務所を発足させる。
まもなくヨーロッパをおそった経済危綬によってポーエル社工場は閉塞に陥る。このため1866年ルヴァロア・ペレ（バリ市北西近郊）にサントラルの後輩で資産家T・セイリグをパートナーとして独立、エッフェル社を創業する。
独立後の仕事は、万博の展示場、駅舎ホール、チャペル構造、ガス工場、鉄道高架橋、可搬橋や可動橋、天文台の丸天井など多種の鉄骨造にわたり、ヨーロッパ各地はもとより中国や東南アジアまで広い範囲に及ぶ。
当初はパリ・コミューンなどの動乱によって国内では大きな仕事は受注できず、鉄道の架線工事など比較的小規模の工事を請負っていたが、国外での活動は活発であった。1875年にはハンガリーのペスト市終着駅とポルトガルのドウロ川にかかるマリア・ピア橋の工事を受注する。ギュスターヴの全作品は鉄材のメリットが生かされ、機能や実用性のみでなく、記念碑的建造物の建設にも携わっている。
1875年着工のブダペスト西駅（ハンガリー）など、建築形態において革新性と多様性が見られる。1876年1月に着工し1877年11月には開通式を迎えたドゥロ河マリア・ピア鉄道高架橋（ポルトガル）は、全長353m、中央のアーチはスパン160m、ライズ37.5mの大鉄橋であり、当時つり橋を除けば世界一の長スパン橋梁ある。建設はまず構脚をたて両側からトラス槍をほねだし、アーチは橋脚よりの併用したはね出し架設がとられた。

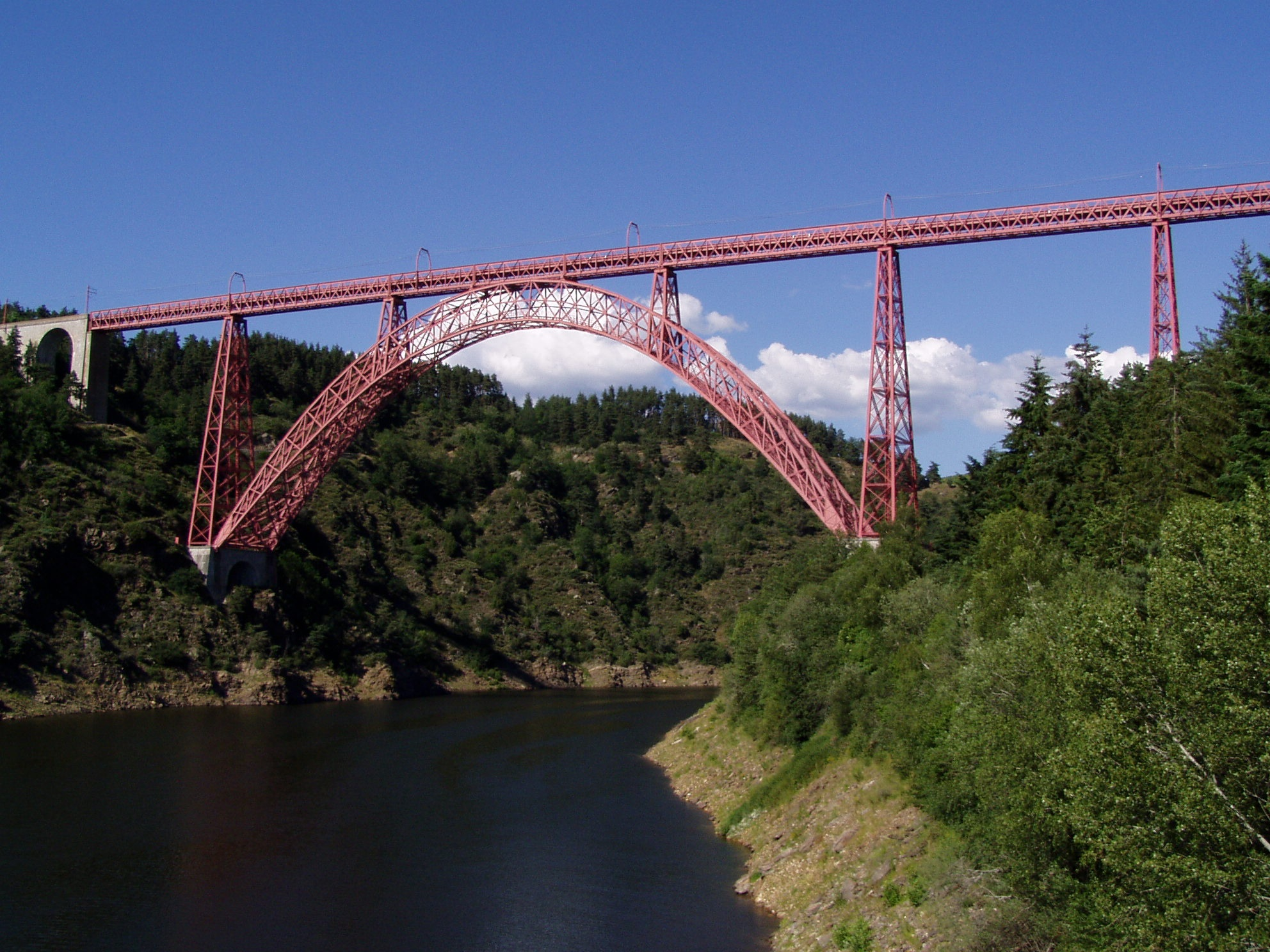
ガラビ橋

その経験を生かしてパリのオルレアン鉄道の技術者を務め、多くの鉄橋・駅舎（ガラビ橋、パリのメトロのリヨン駅など）の設計にかかわる。1878年の万博パビリオンやアーチの長き110メートルのタルド河にかかるエヴオー高架橋（クルーズ県）を建設する。1880年フランス・ガラビーの鉄道高架橋（フランス・カンタル県）はアーチスパンは165mで渓谷の底らは122.2m、輪脚の高さは89.64mである。形式は前者と同じであるが、ラテストラスは中路形式を採用し、万が一の場合の列車の安全性の確保が考慮されている。後者2つは1885年完成。
エッフェルたちは建設にあたって、鉄の特性をフルに活用している。いずれも鉄骨の構造を大胆に剥き出しにした巨大建築物を施行した。鉄は一九世紀の特徴ともいうべき進歩思想と関連する材料であった。石のような伝統的材料とは異なり、持久力や弾力性があるため、基礎工事のコストも少なく済み、軽費削減につながった。また、部品の組み立てが比較的簡単なことや、保管に便利であること、構築上の計算が正確にできることにより、時間と人手の節約にもつながるなどといったメリットがあった。
ただし、これらはいずれも錬鉄を用いたもので、鋼鉄を素材として用いたものは比較的少ない。1885年 に建設に着手したモランヌ橋のほか数点のみである。ある意味では、彼はアメリカやイギリスの先端技術からは立ち後れていた。橋梁の形式について見れば、長大橋ではラチストラスを多用し、峡谷を渡る際には高いトラス組の橋脚を用いているほか、ボウストリングトラス道路橋の例も見ることができる。
その他、彼の設計施工したものとして、パリのデパート ボン・マルシェ、シャルル・ガルニエとの共作であるニースの天文台などが挙げられる。しかし、彼の技術者としての経歴は全てが順風満帆というわけではなく、1884年にはタルド河のエヴォー高架橋を建設途中に倒壊させる大事故を起こしている。そのため工事に当たっては安全管理に深く心を配ることになるが、エッフェル塔の工事に当たり1人の犠牲者も出さなかったことなどにその配慮を見ることができる。
その他実績として工場、軍隊用組み立て式の橋梁などもある。合理的な構造的バランスを保ち制作に当たっては工作精度に配慮することにより現場架設の成功をもたらしていった。
19世紀時点では、旧来の石造建築を尊重して、鉄を建築に利用することに反対する人々も多く、また建築術とは才能を発揮して古典的造形を再現することであるとする建築家もいた。が、これに対し、建造物の形態はその機能を表すものであるとする機能論をもって技術者は反論していた。また多くの建築業者はそうした伝統主義から脱劫しようとしていて、実際構造材として鉄を盛んに使っていた。技術者は構造上の長所ばかりではなく、独特の造形美をも評価していたし、鉄を利用すれば、建築の範囲が広がり、木造建築のもたらす火災の危険も回避することができると考えていた。しかしエッフェル社が台頭するまで、新しい建築業を作り出そうとする動きはそう多くはみられなかった。

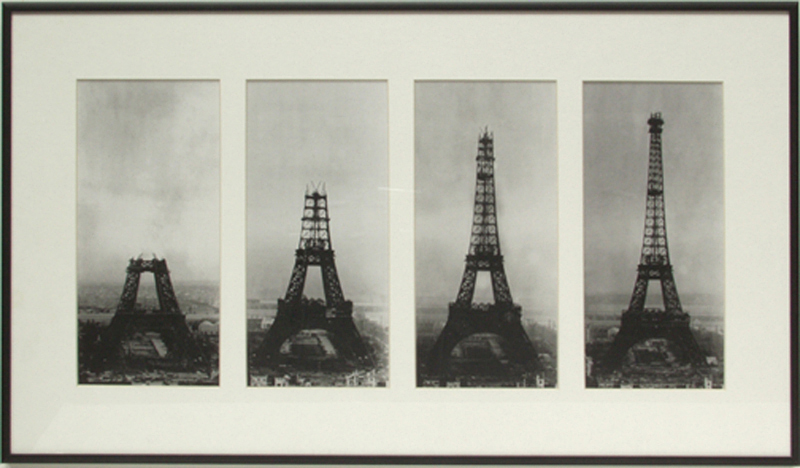
エッフェル塔（建設過程）

1887年から1889年にかけて、革命百周年記念となるパリ万国博覧会のモニュメントとして、鉄骨による巨大な塔をシャン・ド・マルス公園北端のセーヌ河畔に建設する。これが有名なエッフェル塔である。完成当時は賛否両論だったが、今ではパリを代表するシンボルとなっている。
1889年3月竣工したエッフェル塔は、構造技術として当時の建築的装飾の多彩さを排し、純粋な力学的条件を徹底して追求したフォルムの美しさを発している。1884年、パリ万国博覧会においてシンボルとなる建物のコンペティションがおこなわれることになり、エッフェル社鉄骨構造物研究部長モーリス・ケクランと組立工法部部長エミーユ・ヌーギエらは1884年6月6日には塔の原案を作成し、建築部長ステファン・ソーヴェストルに相談する。図案には地面と第一プラットホーム（2階）との間に半円形の巨大なアーチがあったが、最終案は現在見られるように、アーチの役割は補助的なものとなり、全体に機能主義的構造になっていた。J・S・エリスはエッフェル塔の強風に対する構えとして鉄格子の補強材を使用せず、四本の梁がアーチにそって立ち上がり、最後に一点で交わるといった力学的構造となっている点を指摘している。1884年9月18日エッフェル、ケクラン、ヌーギエの3人で鉄塔の新案特許（164364番）を登録し、同年9月27日、設計図はバリ装飾美術展に展示された。

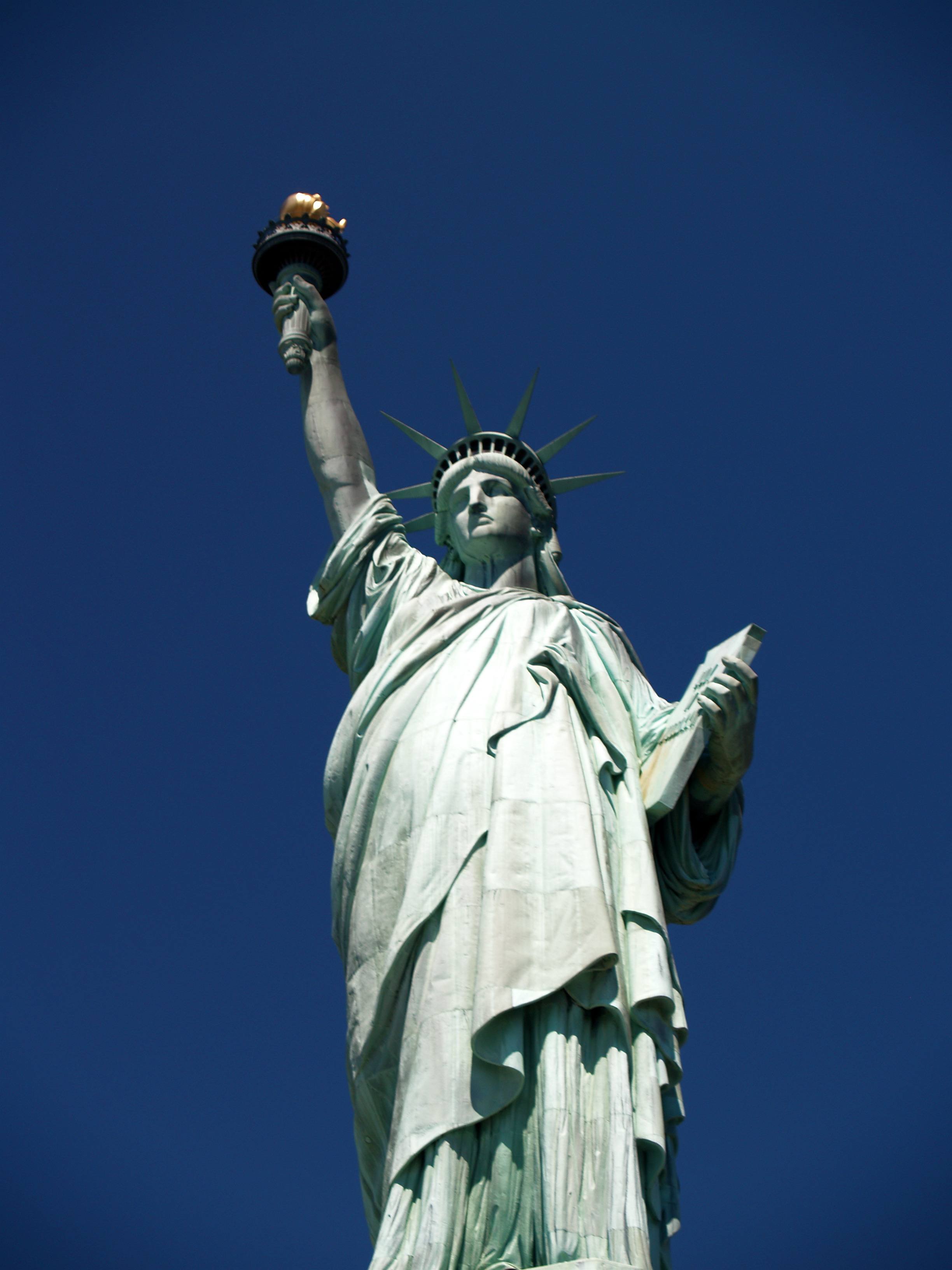
自由の女神像 (ニューヨーク)

「世界を照らす自由の女神」－フレデリク・バルトルディの彫刻による自由の女神像は鉄の骨組みの上に銅をかぶせたもので、1884年パリで製作しアメリカへ贈られ、1886年ニューヨークで祝賀会が催された。
1889年にはパリの女神像も担当。また同年には民間技師協会の会長に就任。
その後パナマ事件で罰金つき有罪とされたが、最高裁判所で無罪となる。パナマ事件はパナマ運河建設をめぐる．第3共和制最大の政治・金融スキャンダルで1881年レセップスがパナマ運河建設に乗り出したが、1889年事業清算。この際におけるフランス政界への政治工作が問題化した。
エッフェルは建設業者として建設事業に参加し、事件に巻きこまれ起訴された。判決は懲役2年、罰金2万フランであったがエッフェルは控訴し、最高裁で無罪となる。しかしこの事件は長く心の痛手となった。この時に、エッフェルは会社経営から身を引き、娘婿のアドルフ・サルと旧友モーリス・ケクランに経営を委ねる。
晩年はエッフェル塔の4階にサロンを設置し、ここで気象観測、天体観測、生物学的観測、無線逓信研究にいそしみ、これに当代一流の科学者が研究に参画した。また彼は多くの経験の中で風に対する問題を認識していたが、1903年、70歳をすぎて改めて風の制御に関する研究にとりかかり、1909年エッフェル型と称される風洞を建設した。その後この風洞はパリオトゥイユに移され、本格的な風の研究が続けられる。風洞によって科学的な風の解析をはじめ風の科学が確立され、風の現象は視覚化された。これは当時実用化に向けでの開発の緒についた航空機の進歩に大きく貢献するものとなり、自身もついには．L.E（ラボラトワール・エッフェル）と名づけられた航空機の設計にまで手をかける。
妻には1877年に若くして先立たれ、続いて父、母を失ってはいたが、1920年に引退の後は孫たちに囲まれ、おだやかな晩年をすごした。
1923年12月27日にパリの自ら設計した自宅で死去。91歳。パリのルヴァロワ・ペレ墓地に眠っている。
1996年に発行されたエッフェル肖像200フラン紙幣の表にはガラビ橋、裏にはエッフェル塔が描かれている。

## 雑記

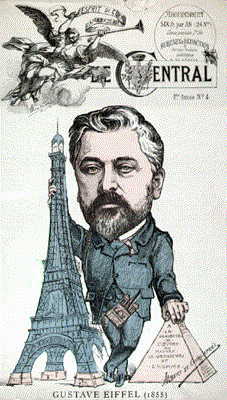
エッフェルの戯画（1887年）

エッフェルの身長は152cmだった。エッフェルがエッフェル塔と小さなピラミッドに挟まれている風刺画で、ピラミッドにはフランス語で「作品の大きさで、人物の偉大さが測られる。」と書かれていた。

## ギュスターヴ・エッフェルを扱った作品

### 映画
『エッフェル塔 〜創造者の愛〜』(2023)
1889年に開催されたパリ万国博覧会にて建造したエッフェル塔を作るまでの裏側を彼の恋愛や様々な困難と共に描く2023年公開の映画。
ギュスターヴ役はロマン・デュリス。監督はマルタン・ブルブロン。

### 小説
『ギュスターヴ・エッフェル: パリに大記念塔を建てた男』(1989)
世紀末の大建築家ギュスターヴ・エッフェルの生涯と業績を伝えると共に19世紀末の社会的文化的状況を彼の事業活動を通して鮮明に浮かび上がらせるアンリ・ロワレット執筆の小説。

## 関連項目

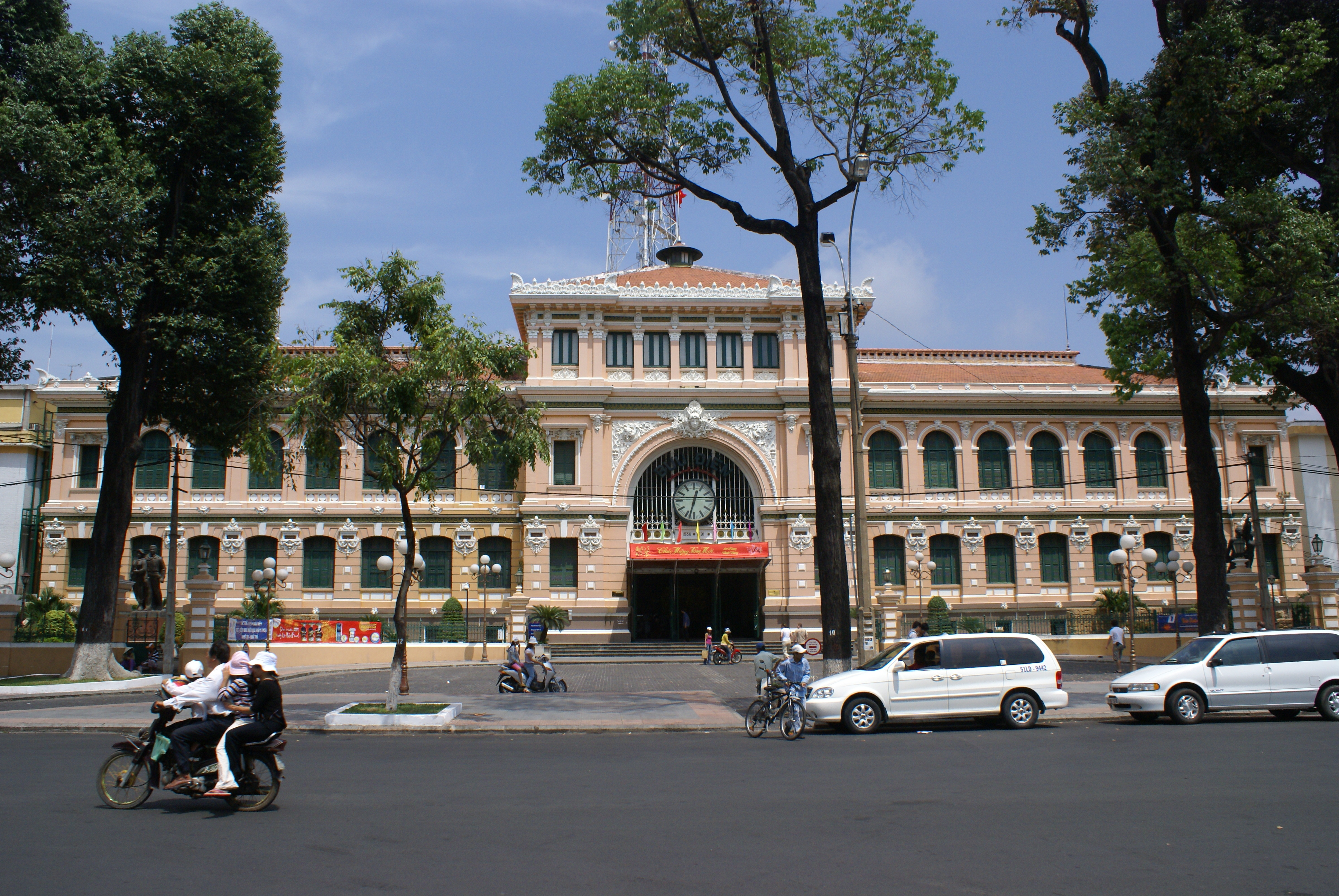
サイゴン中央郵便局